# Elecciones estatales de Bremen de 1963
La elección estatal de Bremen en 1963 fue la sexta elección al Bürgerschaft de la Ciudad Libre Hanseática de Bremen. Tuvo lugar el 29 de septiembre de 1963.

## Resultados
La participación fue del 76,1 por ciento. El SPD en Bremen alcanzó por tercera vez consecutiva la mayoría absoluta de escaños y continuó gobernando con el FDP en el Senado Kaisen VII.
| Partido | Partido | Votos   | %    | Escaños  |
| ------- | ------- | ------- | ---- | -------- |
|         | SPD     | 216.347 | 54,7 | 57 (-4)  |
|         | CDU     | 114.222 | 28,9 | 31 (+15) |
|         | FDP     | 33.036  | 8,4  | 8 (+1)   |
|         | DP      | 20.448  | 5,2  | 4 (-12)* |
|         | DFU     | 10.607  | 2,7  | -        |
|         | GDP     | 705     | 0,2  | -        |

*En comparación al antiguo Partido Alemán disuelto en 1961.